# Eras del Almoratín
Las eras del Almoratín son un conjunto de parcelas ubicadas en el término municipal de Torres, enmarcado dentro del parque natural de Sierra Mágina, en la campiña jiennense. 

## Historia
Antiguamente, las eras eran usadas con fines agrícolas y ganaderos: Se realizaban entre otras la trilla de la cebada y del trigo y el pasto de rebaños. Asimismo, y puesto que se encuentra a 1100 metros de altitud, también se efectuaban trabajos que precisaban de viento.
Actualmente, este paraje acoge actividades tan propias de la región, como son olivos y cerezos; alojamientos turísticos y la plaza de toros de Torres.

## Geografía
Las eras del Almoratín se encuentran en la comarca de Sierra Mágina, entre los municipios jiennenses de Torres y Albanchez de Mágina, aunque pertenece al término municipal del primero, del cual se encuentra a 3 kilómetros.
Asimismo, las eras forman parte de una meseta situada a 1100 metros de altitud, y está rodeada por picos que se aproximan a los 2000 metros de altitud, tales como el Pico Mágina y el Almadén; así como por el valle que nace a sus faldas, en el que predominan los olivos y los cerezos, combinados en menor medida con almendros, segundas viviendas y edificaciones de uso ganadero.
Fotografía del Almadén tomada desde las eras del Almoratín